# Muziris doleschalli
Muziris doleschalli là một loài nhện trong họ Salticidae.
Loài này thuộc chi Muziris. Muziris doleschalli được Tord Tamerlan Teodor Thorell miêu tả năm 1878.